# پاریس ۳۳۱۷
سیارک ۳۳۱۷ (به انگلیسی: 3317 Paris، نامگذاری:1984KF) سه هزار و سیصد و هفدهمین سیارک کشف شده‌است که در ۲۶ مه ۱۹۸۴ کشف شد.
قدر مطلق سیارک برابر ۸٫۳۰ است.